# Abraham Gesner

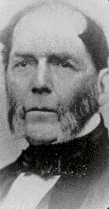
Abraham Gesner

Abraham Pineo Gesner (* 2. Mai 1797 in Cornwallis Township, Nova Scotia, britische Seeprovinzen; † 29. April 1864 in Halifax, Nova Scotia) war ein nordamerikanisch-britischer Arzt, Chemiker und Geologe. Gesners Arbeiten gelten als wegbereitend für die moderne Erdölindustrie.

## Leben und Werk

### Herkunft und früher Werdegang

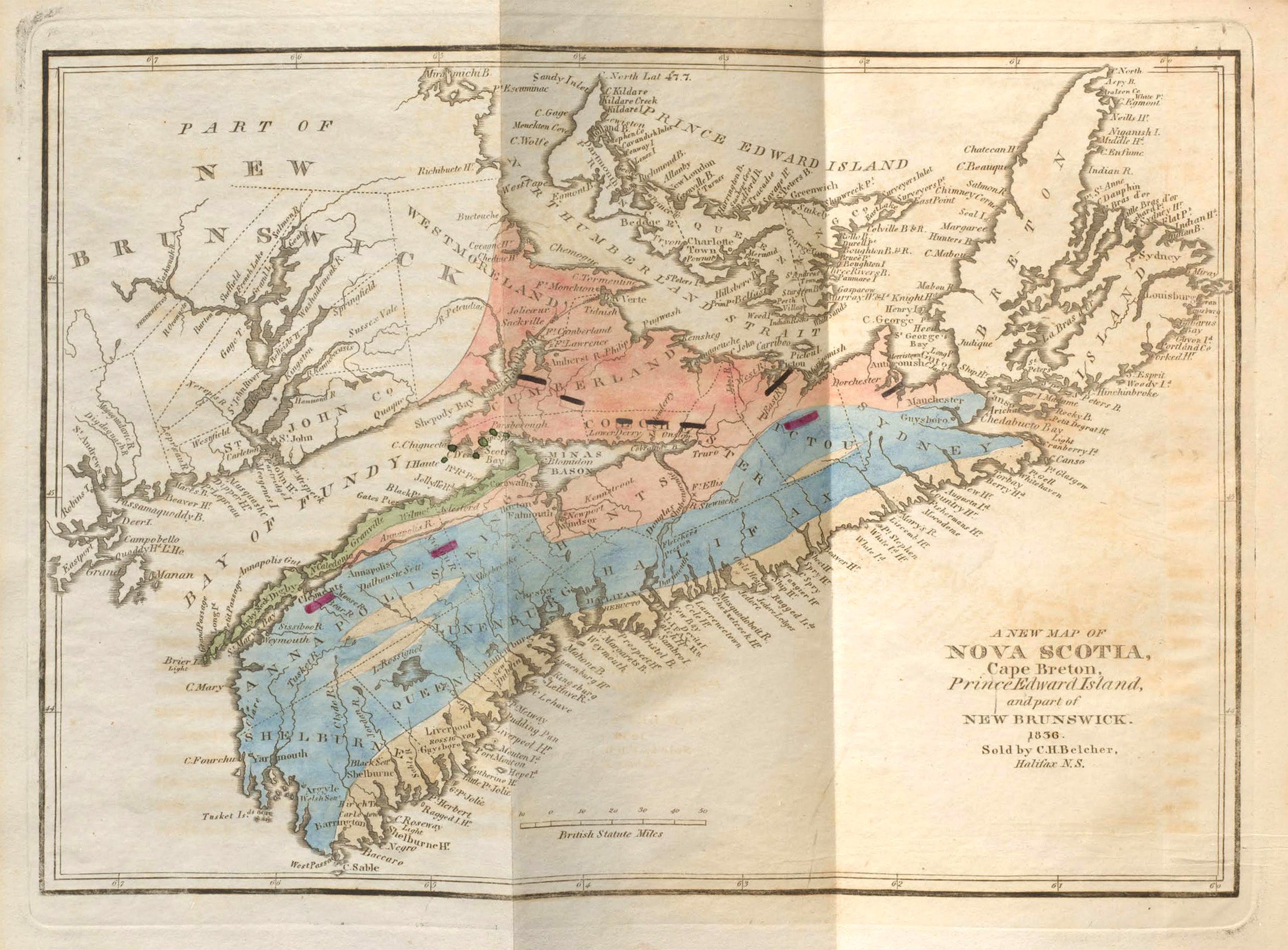
Karte mit Verzeichnung der geologischen „Distrikte“ Nova Scotias aus Gesners erster umfassender geologischer Publikation (1836)

Abraham Gesner, dessen Vorfahren – zu denen auch der Schweizer Naturforscher Conrad Gessner gehören soll – im frühen 18. Jahrhundert aus Mitteleuropa * nach Nordamerika kamen, war Sohn von Henry Gesner, dem Bruder des nordamerikanisch-britischen Politikers Abraham Gesner. Henry Gesner stammte ursprünglich aus New Jersey, hatte aber im Amerikanischen Unabhängigkeitskrieg auf Seiten der Briten gekämpft und siedelte nach dem 1783er Frieden von Paris, wie viele andere Loyalisten, nach Nova Scotia („Neu-Schottland“) über.
Abraham Gesner Jr. genoss eine sehr einfache schulische Ausbildung, wie sie zu dieser Zeit typisch für die ländlich geprägten Regionen im östlichen Nordamerika war. Relativ kurz nach seiner Hochzeit ** studierte er ab 1825 mit finanzieller Unterstützung seines Schwiegervaters Medizin in London. *** Nach seiner Rückkehr nach Nova Scotia ließ er sich als Arzt in Parrsboro nieder. Nebenher betrieb er geologische Studien, sammelte zahlreiche Gesteins- und Mineralproben und veröffentlichte 1836 eine ausführliche Abhandlung über die Gesteinsformationen und Mineralvorkommen in Nova Scotia.

### Geologe in New Brunswick
1837 arbeitete Gesner, noch in Nova Scotia wohnend, als geologischer Gutachter für ein Kohlebergbau-Unternehmen in der Seeprovinz New Brunswick („Neu-Braunschweig“). Im Zuge dessen veröffentlichte er offene Briefe an Sir John Harvey, den damaligen Vizegouverneur der Provinz, in denen er, zur Förderung der wirtschaftlichen Entwicklung New Brunswicks, die Einrichtung eines geologischen Dienstes bzw. die Durchführung einer provinzweiten geologischen Aufnahme (engl. geological survey) forderte. 1838 genehmigte das Provinzialparlament die entsprechenden finanziellen Mittel (200 Pfund Sterling) und Gesner wurde mit der Durchführung der geologischen Aufnahme betraut. Damit war er der erste behördlich angestellte Geologe sowohl einer späteren kanadischen Provinz als auch eines britischen Territoriums außerhalb des Mutterlandes. Im Ergebnis der bis 1842 laufenden Aufnahme veröffentlichte Gesner fünf Berichte über die Geologie New Brunswicks auf deren Grundlage auch eine relativ detaillierte geologische Karte erstellt wurde.
Im Zuge der Beauftragung mit der geologischen Aufnahme war Gesner nach Saint John umgezogen. Dort eröffnete er 1842 in seinem Wohnhaus das nach ihm benannte Gesner Museum. Es war eines der ersten öffentlichen Museen im zukünftigen Kanada. Ausgestellt wurde dort die von Gesner und seinen Angestellten privat in Nova Scotia bzw. während der Aufnahme in New Brunswick zusammengetragene geologisch-mineralogische Sammlung. Diese ging später an eine Art Genossenschaft über, die die Sammlung in einem Neubau in Saint John, dem Mechanics’ Institute, für die Öffentlichkeit zugänglich verwahrte und sie auch erweiterte. Schließlich ging sie an die Natural History Society of New Brunswick über und bildete einen Teil des Grundstockes der Sammlung des 1929 gegründeten New Brunswick Museums.
Ebenfalls im Jahr 1842 begleitete Gesner den berühmten schottischen Geologen Charles Lyell an die Kliffküste der damals so genannten „South Joggins“ an der Bay of Fundy, heute eine sehr berühmte Fossilfundstelle und Weltnaturerbe.

### Beitrag zur Petrochemie
Im Rahmen seiner geologischen Studien entwickelte Gesner 1846 ein Verfahren, mit dem ein relativ leicht entzündliches Mineralöl aus Ölschiefer gewonnen werden kann. Dieses Mineralöl nannte er Kerosin (sehr ähnlich, aber nicht 100 % identisch mit dem heute so bezeichneten Flugzeugtreibstoff), wobei es in Großbritannien später Paraffine oil, und im deutschen Sprachraum Petroleum („Steinöl“) genannt wurde. Petroleum verbrannte rußärmer und war billiger als das in Lampen damals allgemein benutzte Wal- oder Pflanzenöl.
1850 gründete Gesner die „Kerosene Gaslight Company“, die in Halifax Straßenbeleuchtungen errichtete und bald darauf auch in vielen anderen Orten des späteren Kanadas. 1854 expandierte die Firma in die USA und hatte dort in Long Island (New York) unter dem Namen „North American Kerosene Gas Light Company“ ihre erste Niederlassung. Am 27. Juni 1854 erhielt er auf seine Erfindung des Kerosins die US-Patente 11.203, 11.204 und 11.205.
Durch den gewachsenen Bedarf an Kerosin sah es kurzzeitig so aus, als ob die Firma den Bedarf nicht mehr decken könnte. Erst durch die Entdeckung des Erdöls, aus dem ebenfalls Kerosin hergestellt werden kann, konnte der Bedarf weiterhin gedeckt werden.
1861 brachte Gesner eine Publikation mit dem Namen „A Practical Treatise on Coal, Petroleum and Other Distilled Oils“ heraus, diese wurde das Referenzwerk für die Mineralölgewinnung und -verarbeitung.
Schließlich wurde Gesners Firma vom heute noch bestehenden Konzern Standard Oil aufgekauft und Gesner ging zurück nach Halifax, wo er an der Dalhousie University Professor für Naturgeschichte wurde.

## Ehrungen
Die kanadische Regierung, vertreten durch den für das Historic Sites and Monuments Board of Canada zuständigen Minister, ehrte Gesner am 7. Juni 1954 für sein Wirken und erklärte ihn zu einer „Person von nationaler historischer Bedeutung“.
- Gedenkstätte auf dem Camp Hill Friedhof in Halifax, 1933 errichtet von der „Imperial Oil Ltd.“, einer Tochtergesellschaft der Standard Oil
- Kanadische Sonderbriefmarke mit seinem Porträt (2000)